# جان هاپکینز کلارک
جان هاپکینز کلارک (به انگلیسی: John Hopkins Clarke) سناتور سابق عضو حزب ویگ بود. وی در سال ۱۸۴۷ تا ۱۸۵۳ میلادی سناتور ایالت رود آیلند در سنای ایالات متحده آمریکا بود.